# Nizina Milska
Nizina Milska, także Step Milski (azer.: Mil düzü) – nizina w południowym Azerbejdżanie, na prawym brzegu Kury, na zachód od dolnego biegu Araksu, część Niziny Kurańskiej. Stanowi półpustynną równinę, nieco wyniesioną na zachodzie, porozcinaną suchymi parowami, której północno-wschodnia część leży poniżej poziomu morza. Klimat suchy z gorącym latem. Średnia roczna suma opadów nie przekracza 300 mm. Nizina jest sztucznie nawadniana, uprawia się na niej m.in. bawełnę.